# 주닉스 이노시안
주닉스 이노시안(Junix Inocian, 1951년 3월 17일 ~ 2015년 6월 13일)은 필리핀의 배우, 희극 배우, 텔레비전 배우이다.
일리간에서 태어났으며 런던에서 사망하였다.

## 방송
- 신드바드

## 영화
- 모데카이 (2015년)
- 레오나 (2012년)
- 셰리 (2009년)
- 다이노토피아 (2002년)
- 슬리핑 딕셔너리 (2002년) - 페이머스 역
- 51번째 주 (2001년)
- 메이비 베이비 (2000년)
- 파우스트 (2000년)
- 아라비안 나이트 (2000년)
- 레거시 (1998년)
- 실크 (1986년)